# Brigadas de Abu Ali Mustafa
As Brigadas de Abu Ali Mustafa (em árabe: كتائب أبو علي مصطفى, translit. Katāʾib Abū ʿAlī Muṣṭafā) é o braço armado da Frente Popular para a Libertação da Palestina (PFLP) nos territórios palestinos (Cisjordânia, Gaza e Jerusalém Oriental).

## História
Originalmente chamada de Brigada da Águia Vermelha (em árabe: كتائب النسر الأحمر, translit. Katā’ib al-Nasr al-Aḥmar), elas foram renomeadas em 2001 em homenagem a Abu Ali Mustafa, líder da PFLP, que foi morto por Israel em agosto de 2001. Elas estiveram ativas, realizando ataques tanto em alvos militares quanto civis israelenses durante a Intifada de Al-Aqsa.
Em 16 de julho de 2007, o presidente palestino Mahmoud Abbas solicitou que todos os grupos de resistência palestinos entregassem as suas armas para a Autoridade Palestina. Embora vários membros do braço armado da Fatah, as Brigadas dos Mártires de Al-Aqsa, tenham cumprido essa solicitação, as Brigadas de Abu Ali Mustafa rejeitaram, afirmando que não cessarão sua resistência até que os israelenses se retirem de todas as partes da Cisjordânia e da Faixa de Gaza.
As Brigadas de Abu Ali Mustafa lutaram na conflito israelo-palestino de 2021.

## Ataques realizados pelas Brigadas

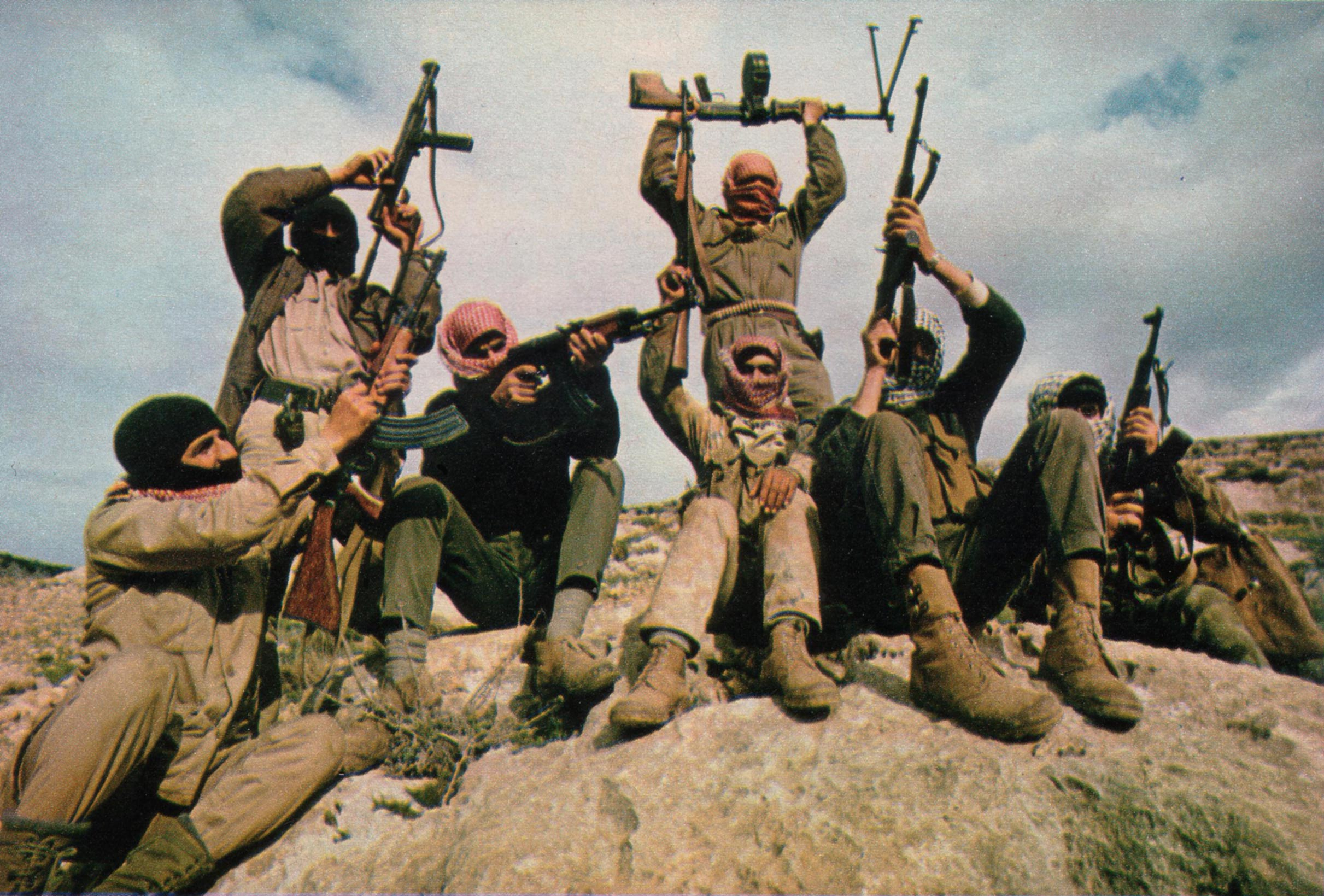
Combatentes da PFLP em 1969 na Jordânia

As Brigadas de Abu Ali Mustafa da PFLP realizaram ataques contra alvos civis e militares durante a Intifada de Al-Aqsa. Alguns desses ataques foram:
- O assassinato de Meir Lixenberg, conselheiro e chefe de segurança em quatro assentamentos, que foi baleado enquanto viajava em seu carro na Cisjordânia em 27 de agosto de 2001.
- O assassinato do político israelense de direita e Ministro do Turismo de Israel, Rehavam Zeevi, em 17 de outubro de 2001, foi um evento significativo durante a Intifada de Al-Aqsa. Ele é o único político israelense a ter sido assassinado durante esse conflito.
- Um atentado suicida em uma pizzaria em Karnei Shomron, na Cisjordânia, em 16 de fevereiro de 2002, matando três israelenses.
- Um atentado suicida em Ariel em 7 de março de 2002, que deixou feridos, mas sem vítimas fatais.
- Um atentado suicida em um mercado de Netanya, em Israel, em 19 de maio de 2002, que resultou na morte de três israelenses. Este ataque também foi reivindicado pelo Hamas, mas as Brigadas de Abu Ali Mustafa identificaram o autor em seu site como um dos seus membros.[6]
- Um atentado suicida na estação rodoviária na Interseção de Geha em Petah Tikva, em 25 de dezembro de 2003, que matou 4 israelenses.[7]
- Um atentado suicida no Conselho Regional de Bik'at HaYarden em 22 de maio de 2004, que não deixou vítimas fatais.[8]
- Um atentado suicida no Mercado do Carmelo em Tel Aviv em 1 de novembro de 2004, que matou 3 israelenses.[9]
- O assassinato de quatro israelenses e outros oito feridos em uma sinagoga em Jerusalém Ocidental em 18 de novembro de 2014.[10]
- Um ataque de mísseis que atingiu Sha'ar HaNegev, em 26 de junho de 2017, não causou feridos ou danos.[11]
- Durante a conflito israelo-palestino de 2023, as Brigadas de Abu Ali Mustafa publicaram vídeos de seu ataque a torres de observação israelenses.[12][13]

## Apoio estrangeiro
A PFLP e, por extensão, as Brigadas de Abu Ali Mustafa, recebem apoio militar e financeiro do Irã. Esta relação provavelmente começou por volta de 2013, e embora a extensão real deste apoio não seja clara, a PFLP e as Brigadas de Abu Ali Mustafa declararam-se repetidamente aliadas do Irã, da Síria e do Eixo da Resistência.